# DEMOS
DEMOS (Demokratická opozice Slovinska, slovinsky: Demokratična opozicija Slovenije) byla koalice slovinských opozičních stran vzniklá na podzim 1989 po krachu jednání s komunistickými představiteli. V čele DEMOSu stál sociální demokrat Jože Pučnik.

## Vývoj
DEMOS vznikal v letech 1989 až 1990 a zahrnoval: Slovinský demokratický svaz (Slovenska demokratična zveza, SDZ), Sociálně demokratický svaz Slovinska (Socialdemokratska zveza Slovenije, SDZS), Slovinské křesťanské demokraty (Slovenski krščanski demokrati, SKD), Slovinský selský svaz (Slovenska kmečka zveza, SKZ), Slovinskou stranu řemeslníku (Slovenska obrtniška stranka, SOS) a Zelené Slovinska (Zeleni Slovenije, ZS).
První svobodné volby po druhé světové válce se ve Slovinsku uskutečnily 8. dubna 1990. Koalice politických stran DEMOS získala více než 54 % hlasů, což ji stačilo k vítězství nad politickými subjekty reprezentujícími předchozí politický systém – bývalými komunisty (17 %), Liberálně-demokratickou stranou (bývalý slovinský socialistický svaz mládeže; 15 %) a Socialistickou stranu Slovinska (bývalý Socialistický svaz pracujícího lidu; 5 %). Ve všech třech komorách slovinské skupščiny měl DEMOS 127 z 240 poslanců. Vedení výkonného výboru (vlády) se ujal Alojz Peterle (SKD), předsedou skupščiny se stal France Bučar (SDZ). Janez Janša se stal republikovým sekretářem obrany, Igor Bavčar vnitra, Dimitrij Rupel zahraničních věcí a Rajko Pirnat republikovým sekretářem spravedlnosti.
V době vlády DEMOSu došlo k referendu o nezávislosti Slovinska (23. prosinec 1990), vyhlášení nezávislosti (25. června 1991), Desetidenní válce (červen – červenec 1991), uzavření Brionské deklarace (7. červenec 1991), a tak uvalení tříměsíčního moratoria na slovinskou samostatnost. Uplynutím moratoria se Slovinsko stalo samostatným státem, který byl na přelomu let 1991 a 1992 mezinárodně uznán.
Mezi stranami koalice panovala shoda v otázkách, které souvisely s postavením Slovinska ve vztahu k Jugoslávii a třetím zemím. Nepanovala však již shoda v ekonomických otázkách a otázkách „demontáže“ socialistického samosprávného systému, který byl jugoslávským specifikem. První hlavní rozpor se objevil v souvislosti s přípravou zákona o privatizaci a restrukturalizaci podniků a přípravou nové republikové ústavy. DEMOS za účasti právníků připravil i svůj návrh ústavy (tzv. DEMOSovská ústava).
Při přechodu ze socialismu do kapitalismu měly být – z pohledu místopředsedy výkonného výboru Mencingera – sledovány nejen aspekty ekonomické, ale i sociálními. Mencinger v červnu 1990 předložil první model privatizace. Tento model se chtěl v první řadě ohlížet na názory a stanoviska soudobých ředitelů, kteří však byli do funkcí dosazeni v období politického monopolu komunistů. Mencingerem navržený způsob byl kritizován především předsedou výkonného výboru Peterlem, který chtěl v první řadě odstavit komunistické ředitele.
V průběhu podzimu 1991 se prohloubily rozpory uvnitř DEMOSu: Peterle byl obviňován z neschopnosti a preferování stranických zájmů, SDZ se rozložila, část jejích představitelů stranu přeměnila na Demokratickou stranu Slovinska (Demokratska stranka Slovenije, DSS), jejíž význam však upadal. DEMOS se oficiálně rozešel 30. prosince 1991 nedlouho po přijetí ústavy. V lednu 1992 oznámila DSS, že nebude podporovat Peterleho vládu, krize měla být řešena výměnou premiéra (zvažováni byli Janez Drnovšek a ministr vnitra Bavčar). Po vyhlášení konstruktivní nedůvěry Peterlemu se premiérem stal Janez Drnovšek, v jehož vládě byly sdruženy nejen některé strany bývalého DEMOSu, ale také postkomunistické formace.

## Členové DEMOSu
- Slovenska demokratična zveza (SDZ)
- Socialdemokratska zveza Slovenije (SDZS)
- Slovenski krščanski demokrati (SKD)
- Slovenska kmečka zveza (SKZ)
- Slovenska obrtniška stranka (SOS)
- Zeleni Slovenije (ZS)